# إلغاء الدولة العثمانية

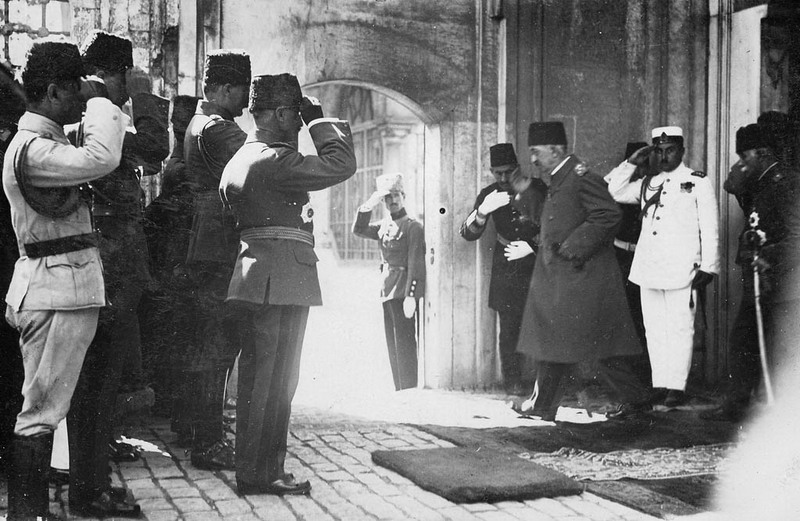
مغادرة محمد السادس من الباب الخلفي لقصر طولمة باغجة.

إلغاء الدولة العثمانية أدى إلغاء السلطنة العثمانية (بالتركية: Saltanatın kaldırılması) من قبل الجمعية الوطنية الكبرى لتركيا في 1 نوفمبر 1922 إلى إنهاء الدولة العثمانية التي استمرت منذ 1299. وفي 11 نوفمبر 1922 في مؤتمر لوزان تم الاعتراف بسيادة الجمعية الوطنية الكبرى التي تمارسها حكومة أنقرة على تركيا. غادر السلطان محمد السادس آخر سلاطين الدولة العثمانية العاصمة العثمانية إسطنبول في 17 نوفمبر 1922.وقد عزز الموقف القانوني للحكومة الجديدة بتوقيع معاهدة لوزان في 24 يوليو 1923. وفي مارس 1924 تم إلغاء الخلافة إيذانا بنهاية النفوذ العثماني.

## البداية
دخل العثمانيون في الحرب العالمية الأولى مع قوى المركز في 11 نوفمبر 1914. وانتهى مسرح أحداث الشرق الأوسط بتوقيع هدنة مودروس في 30 أكتوبر 1918. وقامت القوات البريطانية والفرنسية والإيطالية باحتلال إسطنبول في 13 نوفمبر 1918.
ثم بدأ تقسيم الدولة العثمانية في اتفاقية لندن (1915) واستمرت بمعاهدات جانبية مع الحلفاء. بدأت القوات البريطانية باحتلال المباني الرئيسية للعاصمة واعتقال القوميين بعد إقامة الحكم العسكري ليلة 15 مارس 1920. وفي 18 مارس 1920 اجتمع البرلمان العثماني وأرسل احتجاجًا إلى الحلفاء بأنه من غير المقبول اعتقال خمسة من أعضائها. كان هذا آخر اجتماع لتلك الهيئة وإيذانا بنهاية النظام السياسي العثماني. حل السلطان محمد السادس المجلس العمومي العثماني في 11 أبريل 1920. وتركت الحكومة العثمانية بإداراتها ولكن بدون برلمان نشطة مع السلطان بأنه صاحب القرار.
أنهت معاهدة سيفر في 10 أغسطس 1920 تقسيم الدولة. في ذلك الوقت تم إرسال مايقرب من 150 سياسيًا إلى مالطا على دفعات. أسست الحركة الوطنية التركية بقيادة مصطفى كمال الجمعية الوطنية الكبرى لتركيا في أنقرة في 23 أبريل 1920.
شنت الجمعية الوطنية الكبرى لتركيا حرب الاستقلال. كانت الحرب ضد حكومة إسطنبول العثمانية. كان السلطان محمد السادس هو الخليفة. شكلت الحكومة العثمانية بدون برلمان حركة قوا انضباطية المعروفة باسم "جيش الخلافة"، لهزيمة جيش قوا ملّيه (القوات الوطنية) التابعة للجمعية الوطنية الكبرى.
وقعت المعارك في بولو ودوزجة وهندك وآدابازاري إلى جانب الثورات الأخرى خلال حرب الاستقلال التركية. وسلح البريطانيون جيش الخلافة، حيث كان هدف الاستراتيجي هو منع القوات الوطنية من التقدم نحو مضيق البوسفور، ولكنه هزم أمامها. ويمكن اعتبار القوات الوطنية هي الخطوة الأولى للمقاومة في تحرير تركيا، تم التخلي عن الحرب غير النظامية في وقت لاحق. قبل بدء الحرب التركية اليونانية أصبحت القوات الوطنية بذرة جيش تركيا النظامي، والذي أصبح فيما بعد القوات المسلحة التركية بإعلان الجمهورية.

## نهاية الدولة العثمانية
تجسدت سيادة الدولة العثمانية في سلالة مؤسسها عثمان الأول الذي حملت إسمه، وحكمت عائلته منذ 1299 في سلالة منتظمة وغير منقطعة طوال تلك الفترة. حيث كان للسلطان العثماني السلطة العليا على نظام الحكم في السلطنة، فهو الوصي الوحيد والمطلق ورئيس الدولة ورئيس الحكومة. فنظام الحكم الذي أنشأه الدستور العثماني والصدر الأعظم يعملون على نحو يرضي السلطان.
تم توجيه دعوة من الحلفاء إلى كل من حكومتي القسطنطينية وأنقرة للحضور في مؤتمر لوزان. كان مصطفى كمال مصمماً على أن حكومة أنقرة هي الممثل الوحيد في المؤتمر. فأعلنت الجمعية الوطنية الكبرى في 1 نوفمبر 1922 أن حكومة الأستانة لم تعد هي الممثل القانوني، وأن إسطنبول ليست عاصمة للأمة بعد أن احتلها الحلفاء. وأعلنت أيضا أنه سيتم إلغاء السلطنة. أدى هذا الإعلان إلى انهيار السلطنة العثمانية. فبعد سماع القرار خرج محمد السادس على متن السفينة الحربية البريطانية مالايا يوم 17 نوفمبر. كما وافق الوزراء الباقون في حكومته على الواقع السياسي الجديد. لا توجد وثيقة رسمية من الحكومة العثمانية أو السلطان تعلن استسلام الدولة، فالنظام حل نفسه بنفسه. فأقر مؤتمر لوزان في 11 نوفمبر 1922 بسيادة الجمعية الوطنية الكبرى لتركيا لتحل محل الحكومة العثمانية. غادر محمد السادس آخر السلاطين إسطنبول يوم 17 نوفمبر 1922.
تم تقديم قائمة من 600 اسم إلى مؤتمر لوزان وكان من المقرر إعلانهم أشخاصًا غير مرغوب فيهم. والغرض من القائمة هو من يكون هو داخل السلطنة، للقضاء على النخبة الحاكمة من العثمانيين. قلصت مفاوضات لوزان العدد بـ 150، ثم تم التوقيع على المعاهدة في 24 يوليو 1923.
لقِّب السلاطين العثمانيين بلقب الخلافة بدءًا من عهد سليم الأول في القرن السادس عشر. احتفظ رأس الأسرة العثمانية بلقب الخليفة الذي كان له السلطة على جميع المسلمين، كما أخذ عبد المجيد الثاني اللقب من ابن عمه محمد. وقد سحب من السلطان العثماني لقب السلطنة والحكم، ولكن أبقي لهم لقب الخليفة لتكون زعامة دينية للمجتمع المسلم بأكمله بلا حدود في فترة ما بعد الدولة العثمانية. وتحدي العثمانيين زعيم الثورة العربية الشريف الحسين بن علي سنة 1916 مطالبا باللقب من محمد الخامس، لكن إمارته هُزمت وضمها عبد العزيز بن عبد الرحمن آل سعود سنة 1925.